# Nudipleurus
Nudipleurus là một chi bọ cánh cứng thuộc họ Scarabaeidae.